# Андреас Дібовскі
Андреас Дібовскі  (нім. Andreas Dibowski, 29 березня 1966) — німецький вершник, олімпійський чемпіон.

## Виступи на Олімпіадах
| Олімпіада   | Дисципліна           | Місце |
| ----------- | -------------------- | ----- |
| Сідней 2000 | триборство, командні | 4     |
| Афіни 2004  | триборство, особисті | 14    |
| Афіни 2004  | триборство, командні | 4     |
| Пекін 2008  | триборство, особисті | 8     |
| Пекін 2008  | триборство, командні | 1     |